# León Bruno
León Bruno es el nombre de una banda de rock originaria de Barranquilla, Colombia.

## Historia
Inicialmente como trío, León Bruno se formó en Barranquilla en 1997, donde tras presentarse en bares y festivales locales, se convirtieron en una de las principales bandas de su ciudad. Ese reconocimiento se ratificó en 2002, cuando al participar en el festival Rock al Parque en Bogotá, el jurado les otorgó la más alta calificación.
Su propuesta musical se caracterizó por retornar al esquema clásico del rock, en respuesta a las fusiones planteadas por otros proyectos de su país. La banda propuso la inclusión de ritmos y cantos que aludían a expresiones caribes, pero sin hacerlos tan evidentes o artificiales.
Para 2003 la banda presentó su primer trabajo discográfico, compuesto por las canciones más pedidas por el público que los acompañó en sus presentaciones en vivo. De ahí que este disco llevara el nombre de Grandes éxitos, como homenaje a sus fanáticos. De este álbum se realizó el videoclip de la canción "El selenita", rodado en la Estación de la Sabana en Bogotá y dirigido por el realizador Felipe Jaramillo.
Desde 2009, la agrupación volvió a reunirse para preparar nuevas presentaciones y un segundo trabajo discográfico "Volumen 2". Como parte de este trabajo, su vocalista fue invitado a participar en el tributo a los quince años de Rock al Parque; para el 2010 lanzan su segundo álbum con un concierto que se llevó a cabo en la ciudad de Barranquilla, donde regalaron su segundo CD a todos los asistentes.
En el 2016, inician una campaña de micromecenazgo en la página Uonset.com, con el fin de recaudar fondos para la realización de material audiovisual de su nuevo álbum. El 25 de agosto de 2017, lanzan su tercer álbum llamado Fumística, en un concierto realizado en las instalaciones de la Alianza Francesa en Barranquilla. León Bruno vuelve en el 2023 con su trabajo llamado Tetrapharmacon, trabajo grabado por Uriel Dorfman (Gustavo Cerati - Soda Stereo), publican su primer objetivo Apología, una sensible aproximación a la contradictoria naturaleza humana en donde el amor, el odio, la separación ideológica trazan el rumbo discordante del ser humano. León Bruno es un referente histórico del rock en Colombia. Su puesta y su injerencia generacional son indiscutible de esta increíble banda de rock alternativo Caribe de Colombia. León Bruno cuenta con cuatro trabajos discográficos. Su música ha estado en plataformas de radio, TV y cine. Su primer trabajo Grandes Éxitos 2003 es el resultado de un centenar de conciertos realizados por toda Colombia. Se desprende la mítica canción El Selenita, y éxitos como EL Tatuaje de la Redención, Chao. El segundo trabajo llamado Volumen Dos 2010  tuvo canciones muy importantes dentro del imaginario colectivo de la región Caribe de Colombia, El Raro es la muestra de una generación perdida en el ocaso de los valores impuestos erradamente por una sociedad egoísta y desplazada por la miseria moral. Su tercer trabajo Fumistica 2017 constituye la madurez de sus integrantes y llevan a cabo un muy buen ejemplo de rock latinoamericano. Canción Abril, Humo Negro, La Piedra, Persona, dan muestra de la manera contundente de asumir la estética rock por una banda latinoamericana. León Bruno es una banda de rock del Caribe de Colombia. Posee un discurso enmarcado en una poesía llevada a la crudeza del escenario rock latinoamericano.

## Integrantes
- José Ramón Marceles "Moncho" (Voz)
- Omar Sánchez Vian (Guitarra, Voz)
- Antonio Sánchez (Bajo, Voz)
- Álvaro José Barboza (batería)

## Discografía

### Álbumes de estudio
- Grandes éxitos. Broca Music (2003)
- Vol. 2. Broca Music (2010)
- Fumística. (2017)

### Videoclips
- Baño feromonal (2002)
- El selenita (2003)
- Bella de día (2010)
- Canción Abril (2017)